# Stewart Robertson
Stewart Robertson (22 de maio de 1948 - fevereiro de 2024) foi um maestro escocês que trabalhou internacionalmente, especialmente nos Estados Unidos a partir da década de 1980.

## Vida e carreira
Robertson nasceu na Escócia em 22 de maio de 1948. Frequentou a Academia Real Escocesa de Música e Artes Dramáticas e também a Universidade de Bristol. Estudou piano em Londres com Denis Matthews, e regência com Otmar Suitner no Mozarteum em Salzburgo  e Hans Swarowsky na Academia de Viena.
Robertson se tornou o maestro mais jovem a dirigir uma apresentação na Ópera de Colônia desde Herbert von Karajan. Ele atuou como diretor musical da Zurich Ballet and Scottish Opera Touring Company. Ele conduziu produções da Ópera de Nova York transmitidas ao vivo pelo Lincoln Center.
No início da década de 1980, atuou como regente da Orquestra Sinfônica Juvenil de San Jose.
Além de ser um pianista, Robertson foi um escritor de rádio e palestrante sobre música e foi prestigiado na National Public Radio, no Public Broadcasting Service, na BBC e na rádio e televisão suíço-italiana.
Robertson foi diretor musical da Glimmerglass Opera de 1988 até 2006. De 1998 a 2009, atuou como diretor artístico e maestro principal da Florida Grand Opera, em Miami. Ele também foi professor de estudos orquestrais na Florida International University. A partir de 2005 e até sua morte, foi regente da Atlantic Classical Orchestra na Flórida. De 2005 a 2008, foi diretor artístico e maestro principal da Opera Omaha.
As gravações comerciais de Robertson incluem a ópera The Mines of Sulphur (Chandos) de Richard Rodney Bennett e a ópera The Greater Good (Naxos) de Stephen Hartke, ambas com artistas da Glimmerglass Opera.
Robertson e sua esposa Meryl tiveram dois filhos.
Robertson morreu em fevereiro de 2024.